# 多洛米约
多洛米约（法語：Dolomieu，法語發音：[dɔlɔmjø]）是法国伊泽尔省的一个市镇，位于该省北部偏西，属于拉图尔迪潘区。

## 地理
多洛米约（45°36'39"N, 5°29'57"E）面积13.32 平方千米，位于法国奥弗涅-罗讷-阿尔卑斯大区伊泽尔省，该省份为法国东南部内陆省份，北起顺时针与安省、萨瓦省、上阿尔卑斯省、德龙省、阿尔代什省、卢瓦尔省和罗讷省。
与多洛米约接壤的市镇（或旧市镇、城区）包括：圣索尔兰-德莫雷斯泰勒、瓦斯兰、韦兹龙斯-屈尔坦、维尼约、拉沙佩勒德拉图尔、科尔伯兰、法韦日德拉图尔、圣让德苏丹、莱萨沃尼耶尔-韦兰-蒂埃兰。

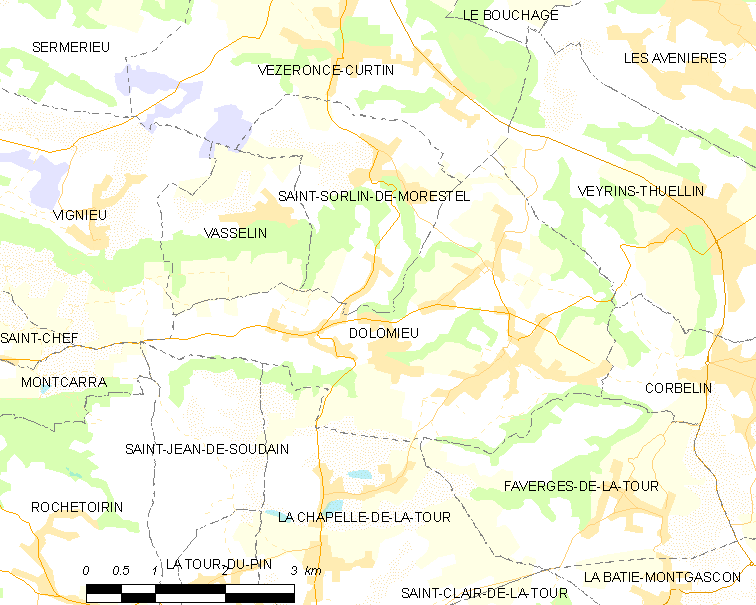
多洛米约的OSM定位图

多洛米约的时区为UTC+01:00、UTC+02:00（夏令时）。

## 行政
多洛米约的邮政编码为38110，INSEE市镇编码为38148。

## 政治
多洛米约所属的省级选区为拉图尔迪潘县。

## 人口

1962-2008年间多洛米约人口变化图示

多洛米约于2022年1月1日时的人口数量为3188人。